# Filippo Fabri (1564-1630)

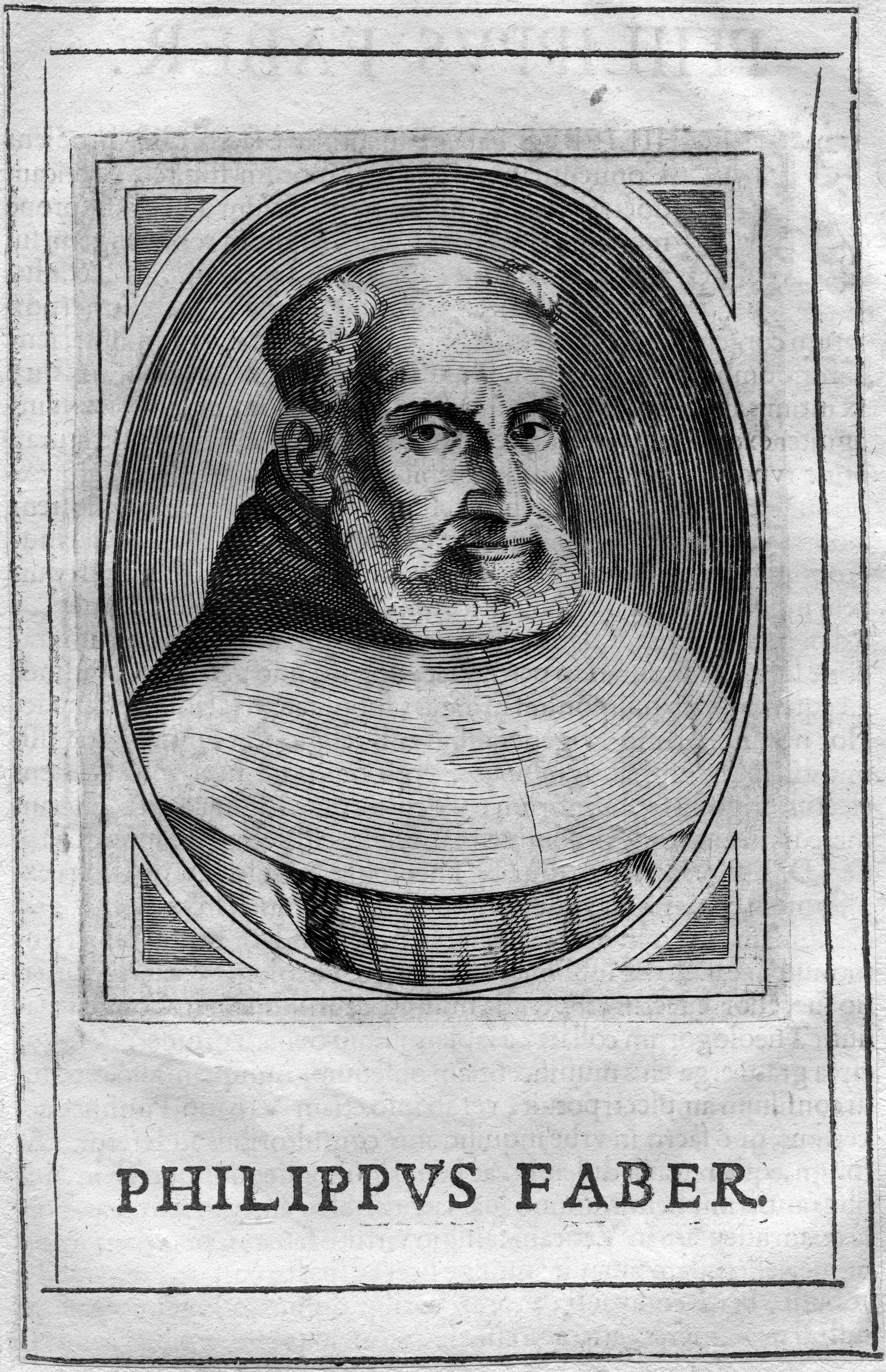

Disputationes theologicae de restitutione et extrema unctione, 1624

Filippo Fabri o Fabbri (Spinata di Brisighella, 1564 – Padova, 1630) è stato un teologo, filosofo e religioso italiano dei francescani conventuali.

## Biografia
Insegnò, presso la universitas artistarum dello Studio di Padova in via Scoti, metafisica nel 1603-1606 e teologia nel 1606-1630.
Criticò Francesco Patrizi, Gianfrancesco Pico, Francisco Suárez e Galileo Galilei, in difesa di Aristotele, dell'unità della metafisica e della separazione di matematica e fisica.

## Opere
- (LA) Disputationes theologicae de restitutione et extrema unctione, Venezia, Marco Ginammi, 1624.